# Ero lizae
Espèce
Ero lizae est une espèce d'araignées aranéomorphes de la famille des Mimetidae.

## Distribution
Cette espèce est endémique de Sainte-Hélène.

## Description
Le mâle holotype mesure 4,01 mm et la femelle paratype 5,68 mm.

## Systématique et taxinomie
Cette espèce a été décrite par Sherwood, Henrard, Peters, Price, Hall, White, Grignet et Wilkins en 2024.

## Étymologie
Cette espèce est nommée en l'honneur de Liza Fowler.

## Publication originale
- Sherwood, Henrard, Peters, Price, Hall, White, Grignet & Wilkins, 2024 : « Two new sympatric species of the pirate spider genus Ero C.L. Koch, 1836 from the cloud forest of Saint Helena Island, South Atlantic Ocean (Araneae: Mimetidae). » European Journal of Taxonomy, vol. 921, p. 76-97 (texte intégral).